# Liste der Handfeuerwaffen/X
Übersicht im Referenzwerk zu "Handfeuerwaffen WXYZ"

## XM…
- XM8 (USA, Dt. – Sturmgewehr)
- XM29 OICW (USA, Dt. – Sturmgewehr)
- XK11 Korean New Rifle (S-Korea – OICW-Gewehr)

## XR…
- XR-15 (Sabre Defence)
- XR-41 (Sabre Defence)